# Fiskeläge

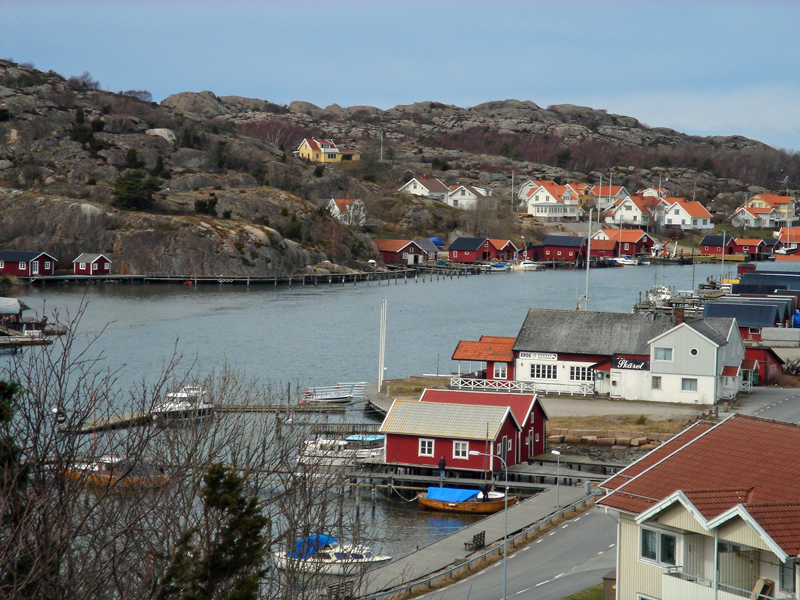
Hamburgsund

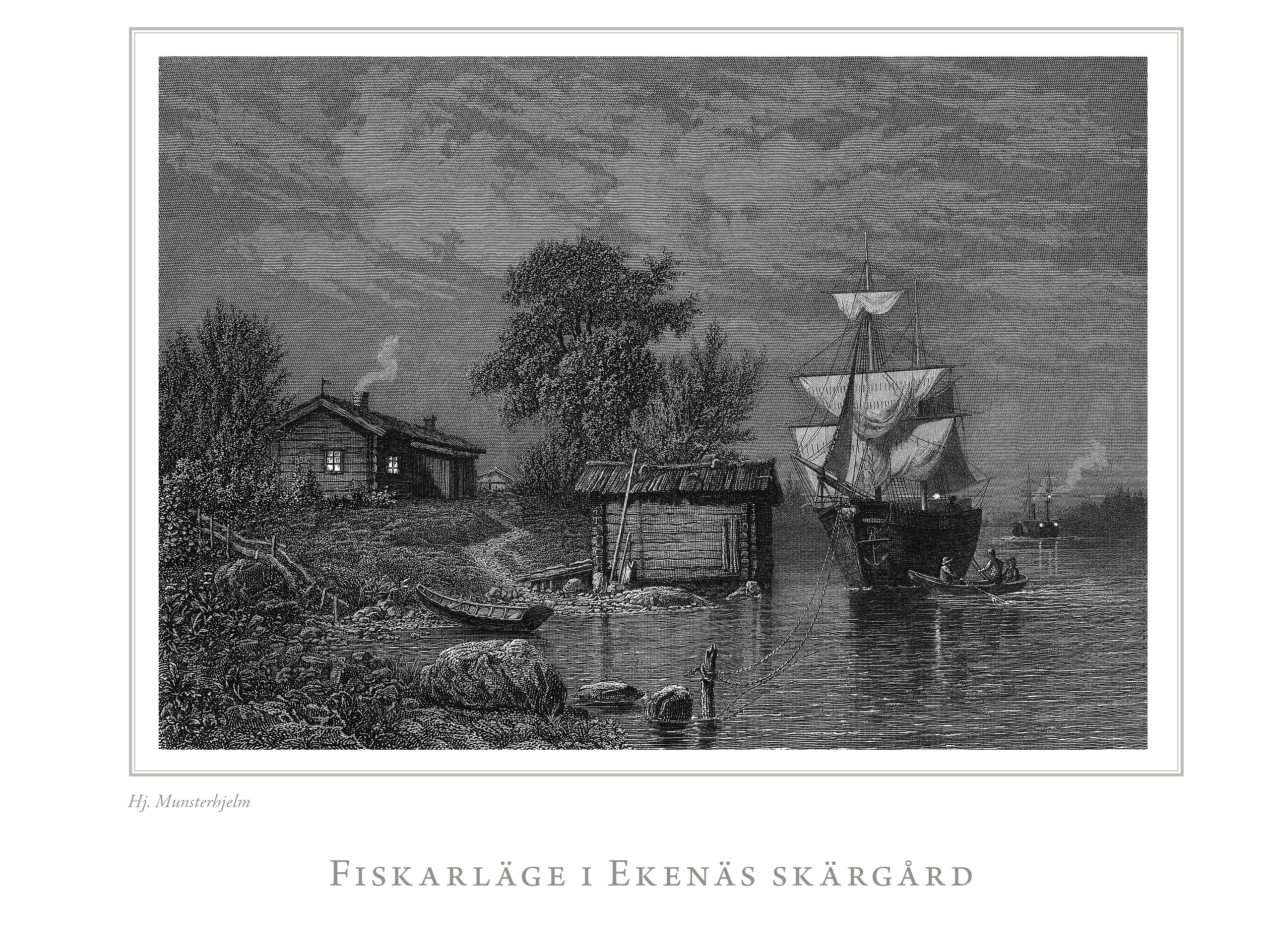
Fiskarläge i Ekenäs skärgård, från En resa i Finland (1872-74)

Ett fiskeläge eller en fiskeby är en (oftast liten) ort vid kusten med fiske som viktig näring. Ortens tillväxt över olika tidsperioder hänger många gånger samman med konjunktursvängningar inom fiskerinäringen.
Fiskelägen ligger vanligen vid en naturhamn som ger skydd åt båtarna. Förutom själva fisket sker ofta vidareförädling och försäljning av fisken på orten. 
Många gamla fiskelägen har utvecklats till populära semesterorter.